# Îlot Maître
L’îlot Maître est un îlot de Nouvelle-Calédonie appartenant administrativement à la Province Sud de Nouméa.
S'étendant sur un peu plus de 700 m de longueur pour à peine 150 m de largeur au maximum, il est situé au sein d'une réserve maritime de 200 ha et est occupé par un hôtel.

## Sport nautique
L'îlot maître dispose, sur sa côte est, d'un lagon exposé aux alizés offrant un plan d'eau propice à la pratique de sports nautiques tels que le kitesurf, la planche à voile, le wing foil.

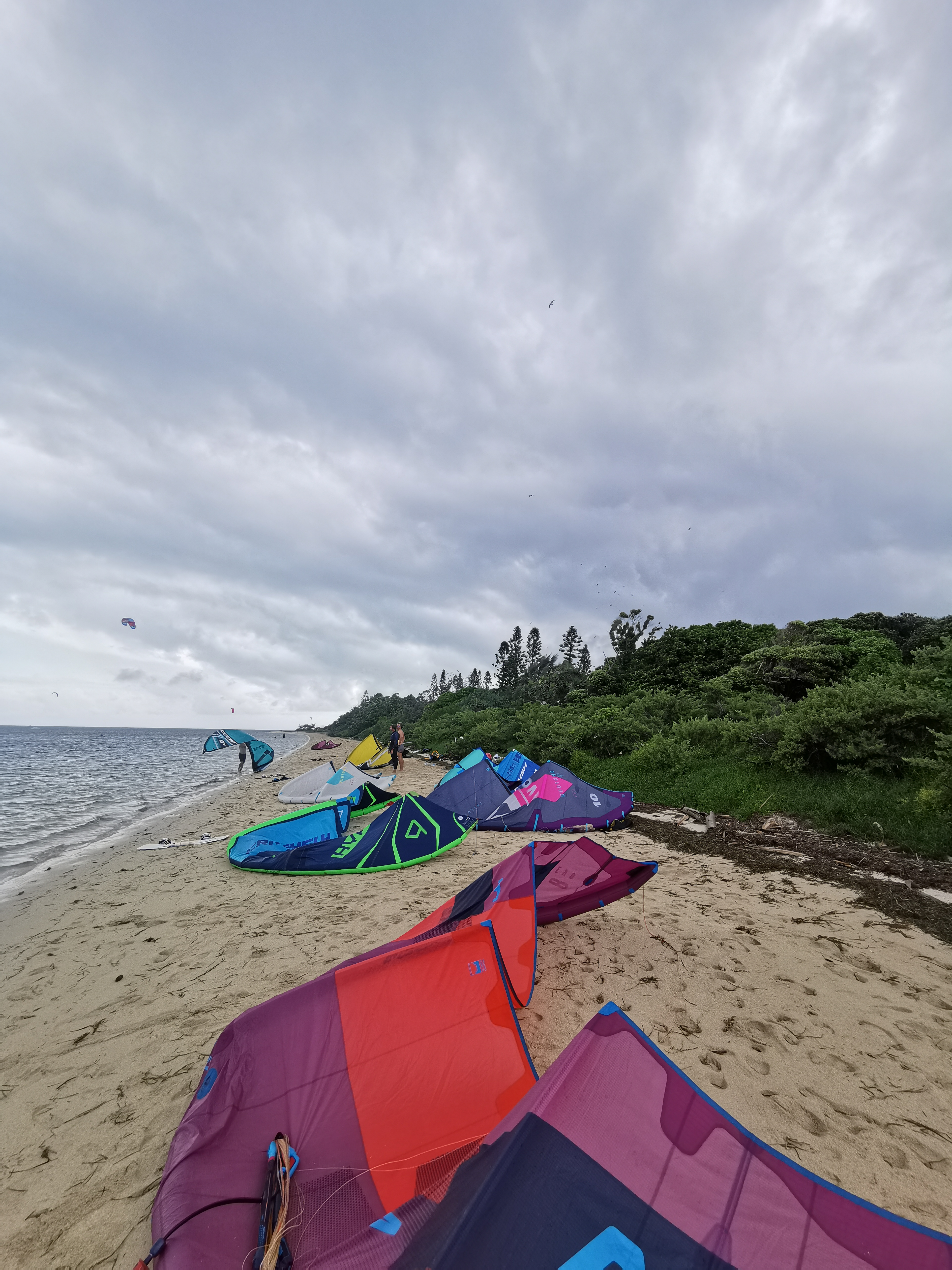
Plage est de l'îlot maître, spot de kitesurf.